# 材料研究学会
材料研究学会（英語：Materials Research Society）是一个美国材料科学的学会。

## 历史
1973年成立于美国匹兹堡，学会有超过13,000名会员，来自90多个国家和地区，其中大约48%居住在美国境外。
会员从事材料科学相关领域，包括物理学、化学、生物学、数学和工程学。旨在通过会议、出版物等方式促进项目的交流和合作，也为材料科学所有学科之间的思想交流提供了协作环境。